# Nindorf (Lamstedt)

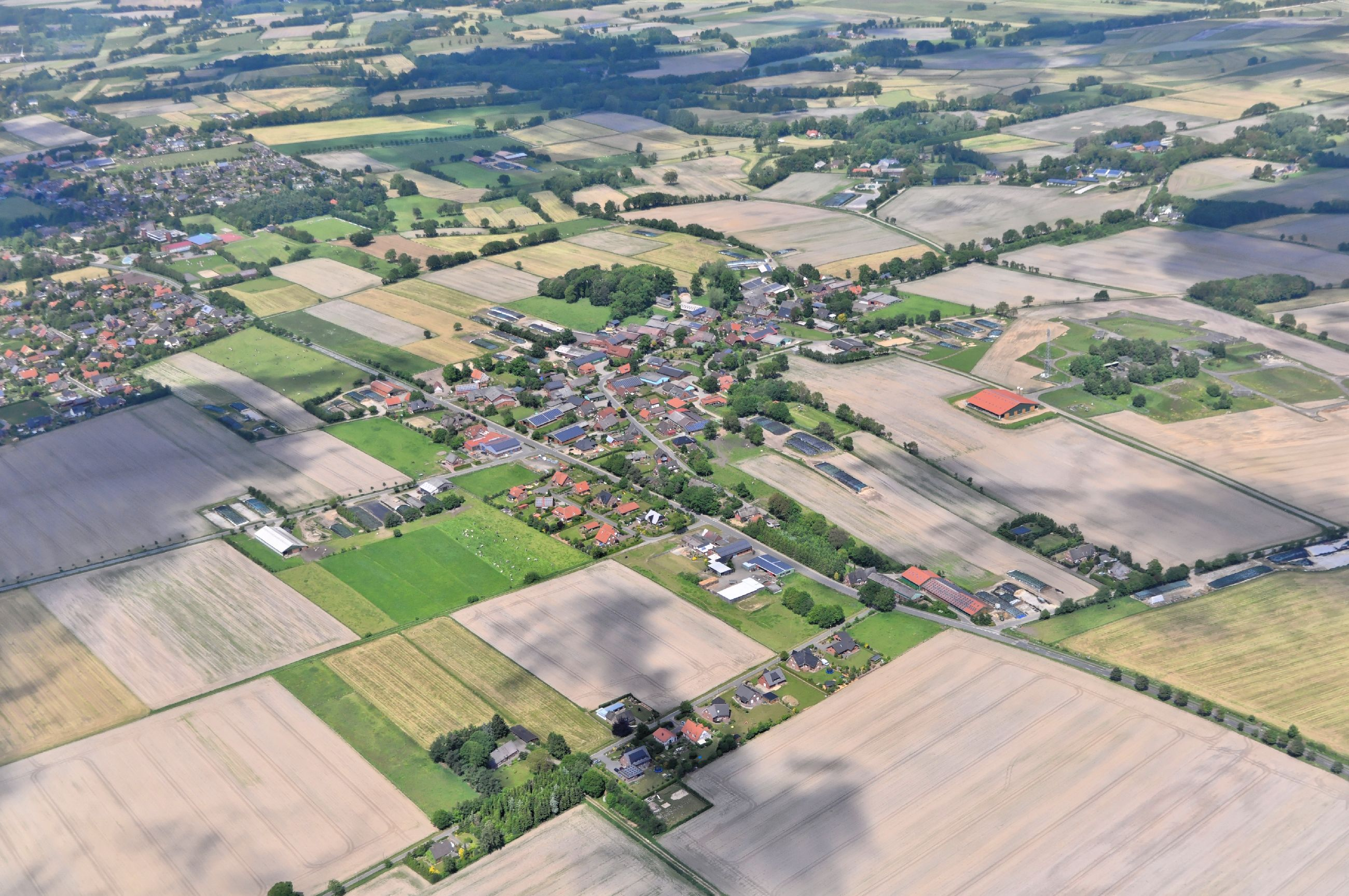
Luftbild von Nindorf aus südwestlicher Sicht (2013)

Nindorf ist ein Dorf in der Gemeinde Lamstedt. Es liegt im Landkreis Cuxhaven in Niedersachsen. Das Dorf hat 482 Einwohner (Stand: 9. Februar 2005).

## Geografie

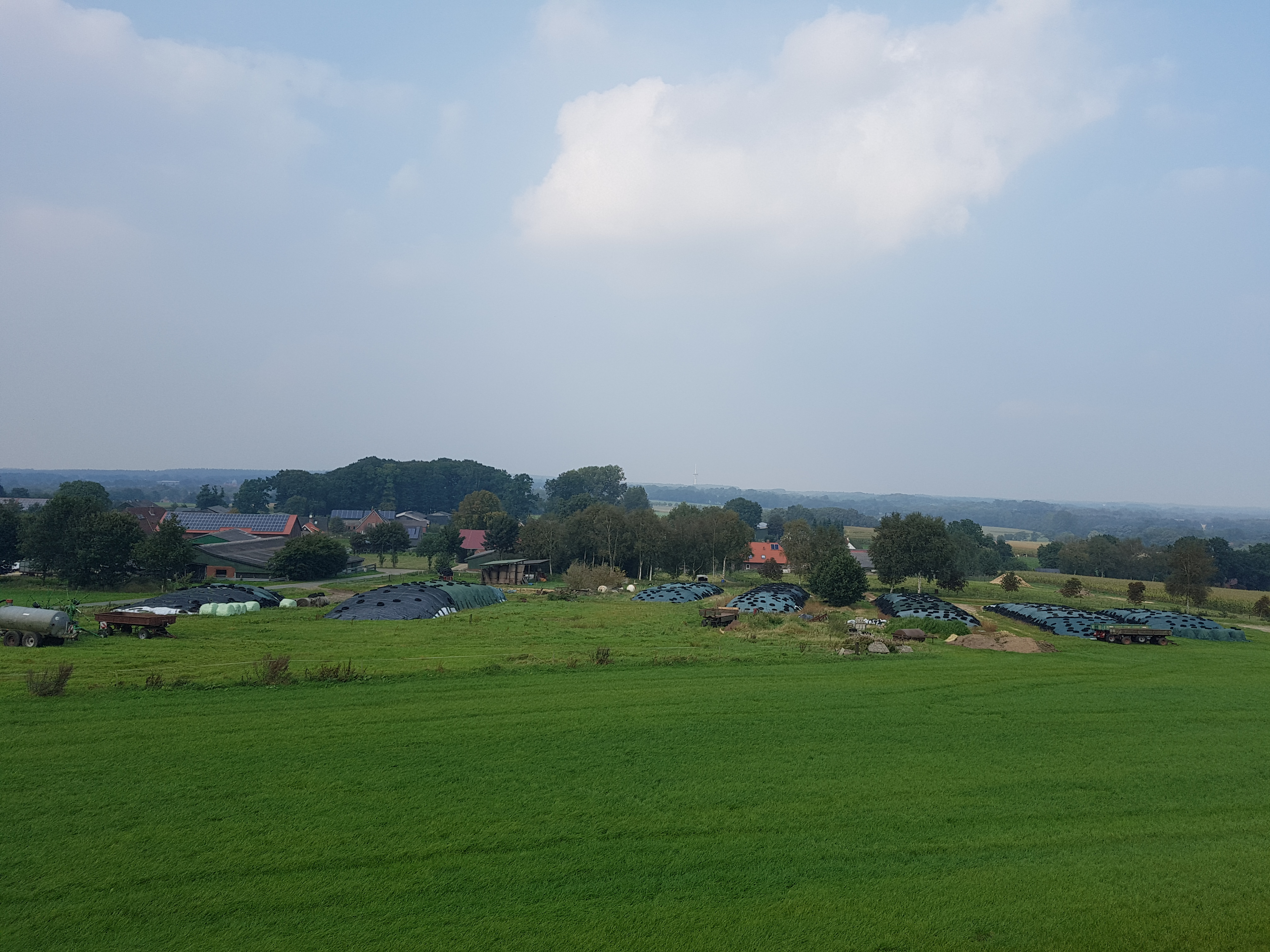
Blick vom Bullenberg auf einen Teil des Dorfes

Nindorf liegt ein Stück südlich von Lamstedt. Im Südwesten liegt der Zuschlag, ein kleiner Wald. Südlich liegen der 56 Meter hohe Bullenberg und der See der alten Ziegelei.
Die Nachbarorte sind Hackemühlen und Kleinmühlen im Nordosten, Seth und Nindorfermoor im Osten, Hollen im Süden, Amstorf im Südwesten, Horn im Westen und Lamstedt im Nordwesten.

## Geschichte
Die beiden Orte Seth und Kleinmühlen gehören seit Alters her mit zur früheren Gemeinde Nindorf.

### Verwaltungsgeschichte
In der Franzosenzeit von 1810 bis 1814 gehörte der Ort zur Bürgermeisterei Lamstedt im Kanton Bremervörde. Das Gebiet gehörte während dieser Zeit im Jahr 1810 zum Königreich Westphalen und von 1811 bis 1814 zum Französischen Kaiserreich unter Napoleon.
Vor 1859 war Nindorf in der Vogtei Lamstedt des Amts Bremervörde und von 1859 bis 1885 im Amt Osten. 1885 kam es zum Kreis Neuhaus und 1932 zum Landkreis Land Hadeln. 1977 wurde es schließlich Teil des Landkreises Cuxhaven.
Die Gemeinde Nindorf kam 1972 durch die Gemeindereform in Niedersachsen zur Gemeinde Lamstedt. Die alten Akten der Gemeinde Nindorf liegen seit 1948 im Kreisarchiv in Otterndorf.

### Einwohnerzahl
| Jahr              | Einwohner               |
| ----------------- | ----------------------- |
| 1824              | 42 Feuerstellen         |
| 1848              | 340 Personen, 64 Häuser |
| 1. Dezember 1910  | 474                     |
| 1933              | 458                     |
| 1939              | 415                     |
| 31. Dezember 2009 | 485                     |

### Religion
Nindorf ist evangelisch-lutherisch geprägt und gehört zum Kirchspiel der St.-Bartholomäus-Kirche in Lamstedt.
Die Katholiken gehen zur St.-Ansgar-Kirche in Warstade, die seit 2010 Teil der Kirchengemeinde Heilig Geist in Stade ist.

### Wappen
Das Wappen von Nindorf zeigt auf silbernem Grund über einem grünen Dreiberg im Schildfuß einen schwarzen Bullen mit goldenen Klauen, Hörnern und Nasenring und drei rote Ziegelsteine.
Der Bulle und der Dreiberg stehen für den Bullenberg und die Ziegelsteine für die Ziegelei Bartels und Witt.

## Kultur

### Vereine

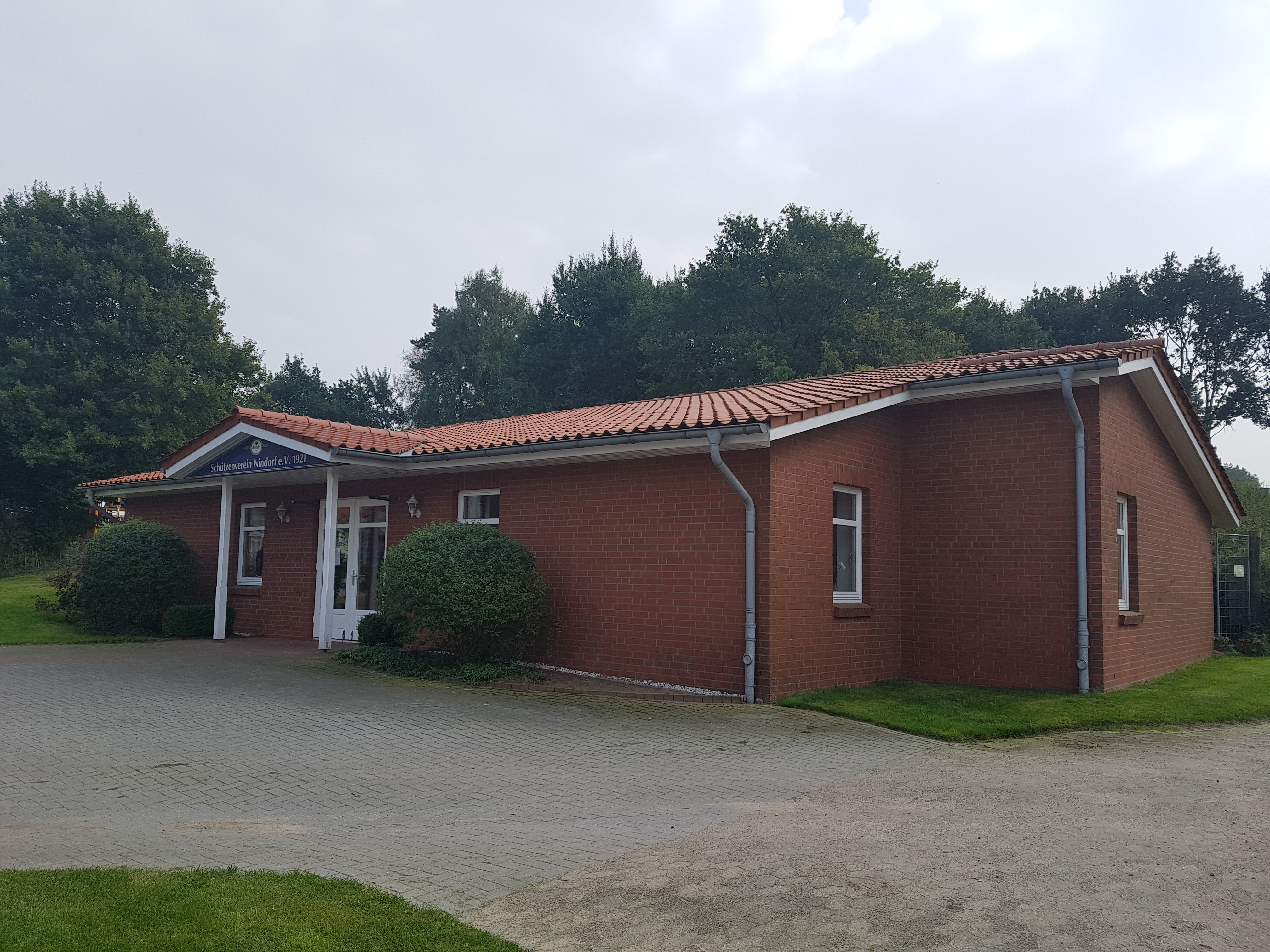
Gebäude des Schützenvereins

Der Schützenverein besteht seit 1921. Im Zweiten Weltkrieg ruhte der Verein und wurde nach dem Krieg im Jahr 1950 erneut gegründet. Der Ort hat auch eine eigene Freiwillige Feuerwehr.
Der Chor in Nindorf wurde 1968 gegründet.

## Wirtschaft und Infrastruktur

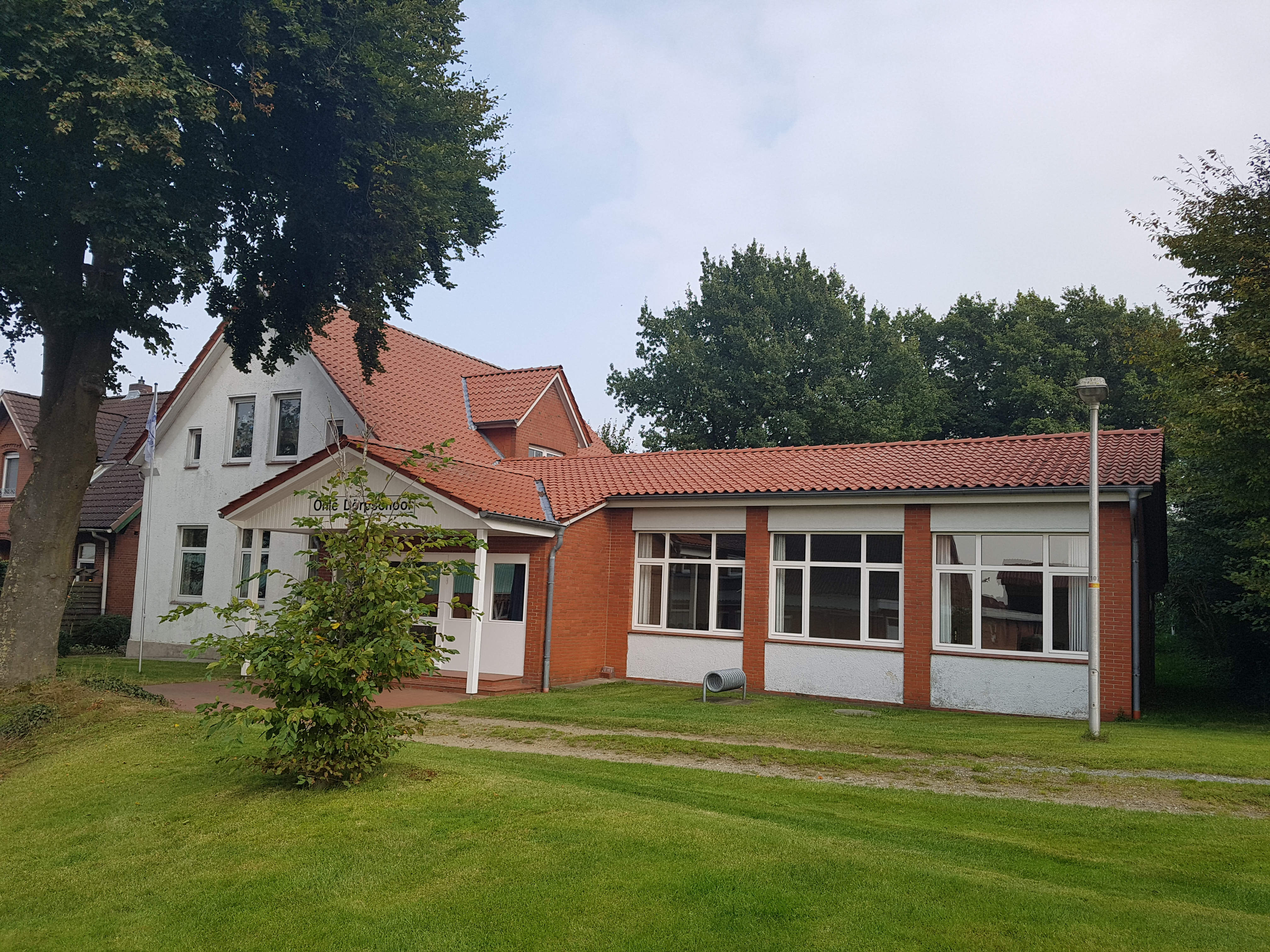
Alte Dorfschule in Nindorf

### Tonwerk
1901/1902 bauten die Ziegeleibesitzer Bartels und Witt eine neue Ziegelei bei Nindorf auf. Von dort aus führte eine vier Kilometer lange Bahn zur Oste. Zunächst wurden die Wagen von Pferden gezogen und seit 1921 durch zwei Lokomotiven. Von dort aus wurden die Ziegel dann per Schiff weitertransportiert. Die Ziegelei hatte etwa 100 Arbeiter. Sie produzierte jedes Jahr 3,5 Millionen Dachziegel und 1,5 Millionen Ziegelsteine. In den 1970er Jahren wurde die Ziegelmacherei beendet.

### Funkstation
Auf dem Bullenberg stand von 1972 bis 2002 eine Radarstation für Hawk-Raketen der Bundeswehr; inzwischen steht dort nur noch ein Richtfunk-Sendemast.
Der Verein De Bullenbargers will sich dafür einsetzen, dass der Bullenberg wieder renaturiert wird und für alle Leute zugänglich werden soll.

### Verkehr
Durch Nindorf führt die Kreisstraße 32, die nach Norden nach Lamstedt führt und nach Süden nach Hollen. Andere kleinere Straßen führen nach Osten nach Kleinmühlen und nach Nindorfermoor und nach Westen zur Bundesstraße 495.